# Sojuz 3
Sojuz 3 je bio let s ljudskom posadom u sklopu programa Sojuz. Cilj misije je bio spajanje s dan prije lansiranim Sojuzom 2. Letjelicom je upravljao astrounaut Georgij Beregovoj.

### Tijek misije
Bespilotni Sojuz 2 lansiran je 25. listopada 1968., a Sojuz 3 je krenuo u orbitu sutradan popodne. Za astronauta je izabran Beregovoj, zamjenik mu je bio Vladimir Šatalov, a rezerva Boris Voljinov. Lansiranje je izvedeno tako da se već u prvoj orbiti Sojuz 3 našao blizu Sojuza 2. Beregovoj je postupno približivao svoju letjelicu do Sojuza 2. Na kraju se uspio približiti na manje 200 m od Sojuza 2. Sutradan je ponovljen sličan manevar. Nakon toga se Sojuz 2 vratio na Zemlju, a Beregovoj je proveo još 2 dana u orbiti izvodeći topografska i meteorolopka promatranja. Beregovoj je ujedno sudjelovao u prvom televizijskom emitiranju u živo iz svemirskog broda.

## Vanjske poveznice
|  | Zajednički poslužitelj ima još gradiva o temi Sojuz 3 |